# Mándi Gyula

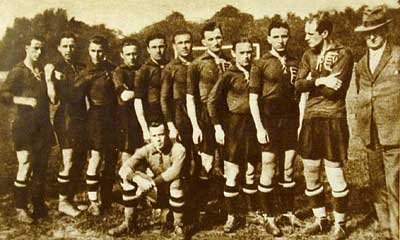
Az 1924-es olimpián szereplő magyar csapat, Mándi Gyula jobbról az ötödik

Mándi Gyula (született Mandl Gyula,  édesapja neve: Mandl Ignác, édesanyja neve: Schwarcz Eszter) (Budapest, 1899. július 14. – Budapest, 1969. október 18.) magyar válogatott labdarúgó, edző. 1959 és 1964 között az izraeli labdarúgó-válogatott szövetségi kapitánya.

## Sportpályafutása

### Klubcsapatban
Az Ékszerészeknél, majd a Ferencvárosban kezdte a pályafutását. Az MTK-ba öt játékosért cserébe érkezett. Mándi az MTK fénykorában olyan játékosokkal alkotott csapatot, mint Plattkó Ferenc, Guttmann Béla, Sebes Gusztáv, Kalmár Jenő, Schlosser Imre, Barátky Gyula és Sas Ferenc. Játéka stílust teremtett. Nem hatalmas előre rúgásokkal tisztázott, mint kortársai, hanem „észhátvédként” jó helyezkedéssel és rövid, ámde annál gyorsabb és pontos passzokkal indította társait. Kilencszeres bajnok és 324-szer lépett pályára. 1923-ban az év játékosa. Egy térdficam megtörte karrierjét 1924-ben, 1937-ben véglegesen visszavonult.

### A válogatottban
A válogatottban 31 mérkőzésen szerepelt.
Németország ellen debütált Fogl Károly bekkpárjaként. Tagja volt az 1924-es olimpiai labdarúgó-válogatottnak;játszott mindkét mérkőzésen és így részese volt az „egyiptomi csapásnak”.
Legjobb teljesítményét 1931. április 12-én a Svájc elleni mérkőzésen nyújtotta (6–2).
A válogatottban 1934-ben szerepelt legutoljára.

### Edzőként
Visszavonulás után az Aranycsapat korszakában kezdett edzősködni, Sebes Gusztáv munkáját segítette. 1958-ban a brazil América FC edzője lett. Guttmann Béla és Kürschner Izidor után egy újabb egykori MTK játékosként kezdett munkába Dél-Amerikában. 1959 és 1964 között Izrael szövetségi kapitánya volt. 1960-ban az Ázsia-kupában az utolsó csoportkörig vezette a csapatot és ezüstérmes lett.

## Sikerei, díjai

### Játékosként
MTK / Hungária FC
- Bajnokság
  - 9-szeres magyar bajnok:1919–20, 1920–21, 1921–22, 1922–23, 1923–24, 1924–25, 1928–29, 1935–36, 1936–37
  - 4-szeres bajnoki ezüstérmes: 1925–26, 1927–28, 1930–31, 1932–33
- Magyar kupa
  - 3-szoros magyarkupa-győztes: 1923, 1925, 1932
  - 2-szeres magyarkupa-ezüstérmes: 1930, 1935
- 1923-ban az Év Játékosa

### Edzőként
- Magyar Népköztársasági Sportérdemérem ezüst fokozat (1951)[2]
- Munka Érdemrend (1953)[3]
- Mesteredző (1961)

Magyar válogatott
- Olimpia: aranyérmes, 1952 (segédedzőként)
- Világbajnokság: ezüstérmes, 1954 (segédedzőként)

Izraeli válogatott
- Ázsia-kupa: ezüstérmes, 1960 (edzőként)

## Források

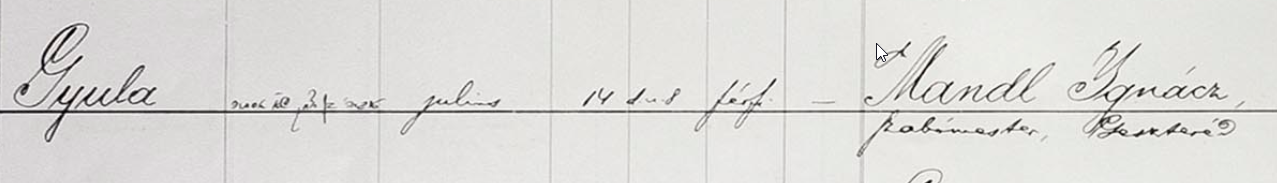
Mándi (Mandl) Gyula születési anyakönyvi kivonata a zsidó hitközség anyakönyvéből.

## Statisztika

### Mérkőzései a válogatottban
| Magyarország | Magyarország         | Magyarország                    | Magyarország  | Magyarország | Magyarország    | Magyarország          | Magyarország | Magyarország |
| #            | Dátum                | Helyszín                        | Hazai         | Eredmény     | Vendég          | Kiírás                | Gólok        | Esemény      |
| ------------ | -------------------- | ------------------------------- | ------------- | ------------ | --------------- | --------------------- | ------------ | ------------ |
| 1.           | 1921. június 5.      | Budapest, Hungária körúti pálya | Magyarország  | 3 – 0        | Németország     | barátságos            | -            |              |
|              | 1921. június 26.     | Budapest, Üllői úti pálya       | Magyarország  | 3 – 0        | Dél-Németország | barátságos            | -            |              |
| 2.           | 1921. november 6.    | Budapest, Üllői úti pálya       | Magyarország  | 4 – 2        | Svédország      | barátságos            | -            |              |
| 3.           | 1921. december 18.   | Budapest, Hungária körúti pálya | Magyarország  | 1 – 0        | Lengyelország   | barátságos            | -            |              |
| 4.           | 1922. április 30.    | Budapest, Hungária körúti pálya | Magyarország  | 1 – 1        | Ausztria        | barátságos            | -            |              |
| 5.           | 1922. június 15.     | Budapest, Üllői úti pálya       | Magyarország  | 1 – 1        | Svájc           | barátságos            | -            | 47'          |
| 6.           | 1922. július 2.      | Bochum, Bochumer Stadion        | Németország   | 0 – 0        | Magyarország    | barátságos            | -            |              |
| 7.           | 1922. július 9.      | Stockholm                       | Svédország    | 1 – 1        | Magyarország    | barátságos            | -            |              |
| 8.           | 1923. augusztus 19.  | Budapest, Üllői úti pálya       | Magyarország  | 3 – 1        | Finnország      | barátságos            | -            |              |
| 9.           | 1923. szeptember 23. | Budapest, Hungária körúti pálya | Magyarország  | 2 – 0        | Ausztria        | barátságos            | -            |              |
| 10.          | 1923. október 28.    | Budapest, Üllői úti pálya       | Magyarország  | 2 – 1        | Svédország      | barátságos            | -            |              |
| 11.          | 1924. május 4.       | Budapest, Hungária körúti pálya | Magyarország  | 2 – 2        | Ausztria        | barátságos            | -            |              |
| 12.          | 1924. május 18.      | Zürich, Sportplatz Förrlibuck   | Svájc         | 4 – 2        | Magyarország    | barátságos            | -            |              |
| 13.          | 1924. május 26.      | Párizs, Bergeyre-pálya (FRA)    | Magyarország  | 5 – 0        | Lengyelország   | olimpia, első forduló | -            |              |
| 14.          | 1924. május 29.      | Párizs, Stade-Paris pálya (FRA) | Egyiptom      | 3 – 0        | Magyarország    | olimpiai nyolcaddöntő | -            |              |
| 15.          | 1924. augusztus 31.  | Budapest, Üllői úti pálya       | Magyarország  | 4 – 0        | Lengyelország   | barátságos            | -            |              |
| 16.          | 1926. december 26.   | Porto                           | Portugália    | 3 – 3        | Magyarország    | barátságos            | -            |              |
| 17.          | 1929. május 5.       | Bécs, Hohe Warte                | Ausztria      | 2 – 2        | Magyarország    | barátságos            | -            |              |
| 18.          | 1929. szeptember 8.  | Prága                           | Csehszlovákia | 1 – 1        | Magyarország    | Európa-kupa           | -            |              |
| 19.          | 1929. október 6.     | Budapest, Hungária körúti pálya | Magyarország  | 2 – 1        | Ausztria        | barátságos            | -            |              |
| 20.          | 1930. június 1.      | Budapest, Hungária körúti pálya | Magyarország  | 2 – 1        | Ausztria        | barátságos            | -            |              |
| 21.          | 1930. június 8.      | Budapest, Üllői úti pálya       | Magyarország  | 6 – 2        | Hollandia       | barátságos            | -            |              |
| 22.          | 1930. szeptember 21. | Bécs, Hohe Warte                | Ausztria      | 2 – 3        | Magyarország    | barátságos            | -            |              |
| 23.          | 1930. szeptember 28. | Drezda, Ostragehege             | Németország   | 5 – 3        | Magyarország    | barátságos            | -            |              |
| 24.          | 1931. március 22.    | Prága, Sparta-pálya             | Csehszlovákia | 3 – 3        | Magyarország    | Európa-kupa           | -            |              |
| 25.          | 1931. április 12.    | Budapest, Hungária körúti pálya | Magyarország  | 6 – 2        | Svájc           | Európa-kupa           | -            |              |
| 26.          | 1931. május 3.       | Bécs, Hohe Warte                | Ausztria      | 0 – 0        | Magyarország    | Európa-kupa           | -            |              |
| 27.          | 1931. május 21.      | Belgrád, BSK-pálya              | Jugoszlávia   | 3 – 2        | Magyarország    | barátságos            | -            |              |
| 28.          | 1931. szeptember 20. | Budapest, Üllői úti pálya       | Magyarország  | 3 – 0        | Csehszlovákia   | barátságos            | -            |              |
| 29.          | 1931. október 4.     | Budapest, Hungária körúti pálya | Magyarország  | 2 – 2        | Ausztria        | Európa-kupa           | -            |              |
| 30.          | 1932. február 19.    | Kairó                           | Egyiptom      | 0 – 0        | Magyarország    | barátságos            | -            |              |
| 31.          | 1932. április 24.    | Bécs, Hohe Warte                | Ausztria      | 8 – 2        | Magyarország    | barátságos            | -            |              |
| 32.          | 1934. április 29.    | Budapest, Hungária körúti pálya | Magyarország  | 4 – 1        | Bulgária        | vb-selejtező          | -            |              |
|              | Összesen             |                                 |               | 32           | mérkőzés        |                       | 0            | gól          |